# منطقه بنی‌ملال–خنیفره
بنی ملال خنیفره (به فرانسوی: Béni Mellal-Khénifra) یک منطقه در مراکش است. بنی ملال خنیفره ۲۸٬۳۷۴ کیلومتر مربع مساحت و ۲٬۵۲۰٬۷۷۶ نفر جمعیت دارد.